# Bonifacio Quispe Cusi
Bonifacio Quispe Cusi (Cuzco, 15 de mayo de 1936 - Ibídem, 12 de septiembre del 2020) fue un abogado, jurista, docente universitario y político peruano. Fue miembro del partido político Acción Popular y ejerció como diputado por el departamento del Cusco durante el periodo 1980-1985. Fue también alcalde del distrito de San Sebastián.

## Biografía
Bonifacio Quispe nació en la localidad de San Sebastián, ubicado en el departamento del Cusco, el 15 de mayo de 1936.
Estudió la carrera de Derecho en la Universidad Nacional de San Antonio Abad del Cusco, graduándose como abogado. Luego fue personal administrativo de la UNSAAC y se desempeñó como docente universitario en la Facultad de Derecho.
Fue padre de María Elena Quispe Ricalde, Celia Quispe Ricalde y de María Antonieta Quispe Ricalde, siendo esta última científica cusqueña que se destacó por su búsqueda de la cura del Leishmaniasis.

## Trayectoria política
En el ámbito político, Bonifacio Quispe incursionó inscribiéndose como militante de Acción Popular, partido político fundado por Fernando Belaúnde Terry, y fue uno de los principales dirigentes del partido en la sede del Cuzco. Su primer cargo político fue cuando ejerció como alcalde del distrito de San Sebastián.
En el año 1980, Bonifacio Quispe postula por Acción Popular a la Cámara de Diputados del Congreso de la República, representando a su natal Cuzco durante las elecciones parlamentarias. Quispe logró ser elegido como diputado por el departamento del Cusco y fue juramentado para el periodo parlamentario 1980-1985.
Culminando su gestión como diputado, Quispe intentó ser reelegido en las elecciones del año 1985, sin embargo, no tuvo éxito. Intentó luego sin éxito ser senador por el Frente Democrático en 1990 y congresista cuzqueño en el año 2001, siendo esta su última participación en la política.
Bonaficio Quispe se mantuvo dedicado como abogado en su natal Cuzco como gestor de luchas democráticas y como miembro del Colegio de Abogados del Cuzco. Fue también vocal de la Corte Superior del Cuzco.

## Fallecimiento
El 12 de septiembre del 2020, Bonifacio Quispe falleció a los 84 años en el distrito de San Sebastián. Tras su lamentable descenso, fue homenajeado por la alcaldesa del Cuzco, Romi Infantas Soto, por el Colegio de abogados del Cuzco y por su casa universitaria, la Universidad Nacional de San Antonio Abad del Cusco. Posteriormente, la Municipalidad de San Sebastián le otorgó la Medalla de la Alcaldía en su honor por su trayectoria y también fue reconocido por el Congreso de la República a iniciativa del congresista Rubén Pantoja Calvo.